# Церква Покрови Пресвятої Богородиці (Жовнівка)
Церква Покрови Пресвятої Богородиці в Жовнівці — парафія і храм греко-католицької громади Бережанського деканату Тернопільсько-Зборівської архієпархії Української греко-католицької церкви в селі Жовнівка Тернопільського району Тернопільської области.

## Історія церкви
До 1990 року жителі села належали до парафії села Потутори. У червні 1990 року Бережанський декан о. Роман Шафран освятив наріжний камінь під будівництво церкви Покрови Пресвятої Богородиці.
Храм був збудований у 1992 році. Авторами проєкту були Микола Миколишин і Богдан Боднар, а іконостас створили майстри з села Шибалин.
Жертводавцями стали громада села, жителі навколишніх сіл та земляки з діаспори. Значну допомогу надала Анна Бідяк з Торонто, яка подарувала чашу, Євангеліє та фелони.
Місцевий колгосп, очолюваний Михайлом Баліцьким, допомагав будівельними матеріалами.
У жовтні 1992 року храм освятив владика Михаїл Сабрига.
Неподалік церкви парафіяни насипали символічну могилу для вшанування пам'яті борців за волю України. Подібна могила «На Долинах» присвячена воїнам УПА, загиблим у 1950 році.
У червні 2005 року при в'їзді в село, за кошти Віри Слівінської, спорудили фігуру Матері Божої.
У 2008 році Марія Пекарська, яка працює в Італії, організувала будівництво дзвіниці за кошти заробітчан. За її ініціативою через рік у Польщі був куплений дзвін. Вона також безкоштовно пошила фелони для храму та збирає кошти на оновлення фасаду.
На парафії діють Вівтарна та Марійська дружини.

## Парохи
- о. Іван Попівчак (з 1990).